# Ariel Y. Abadilla

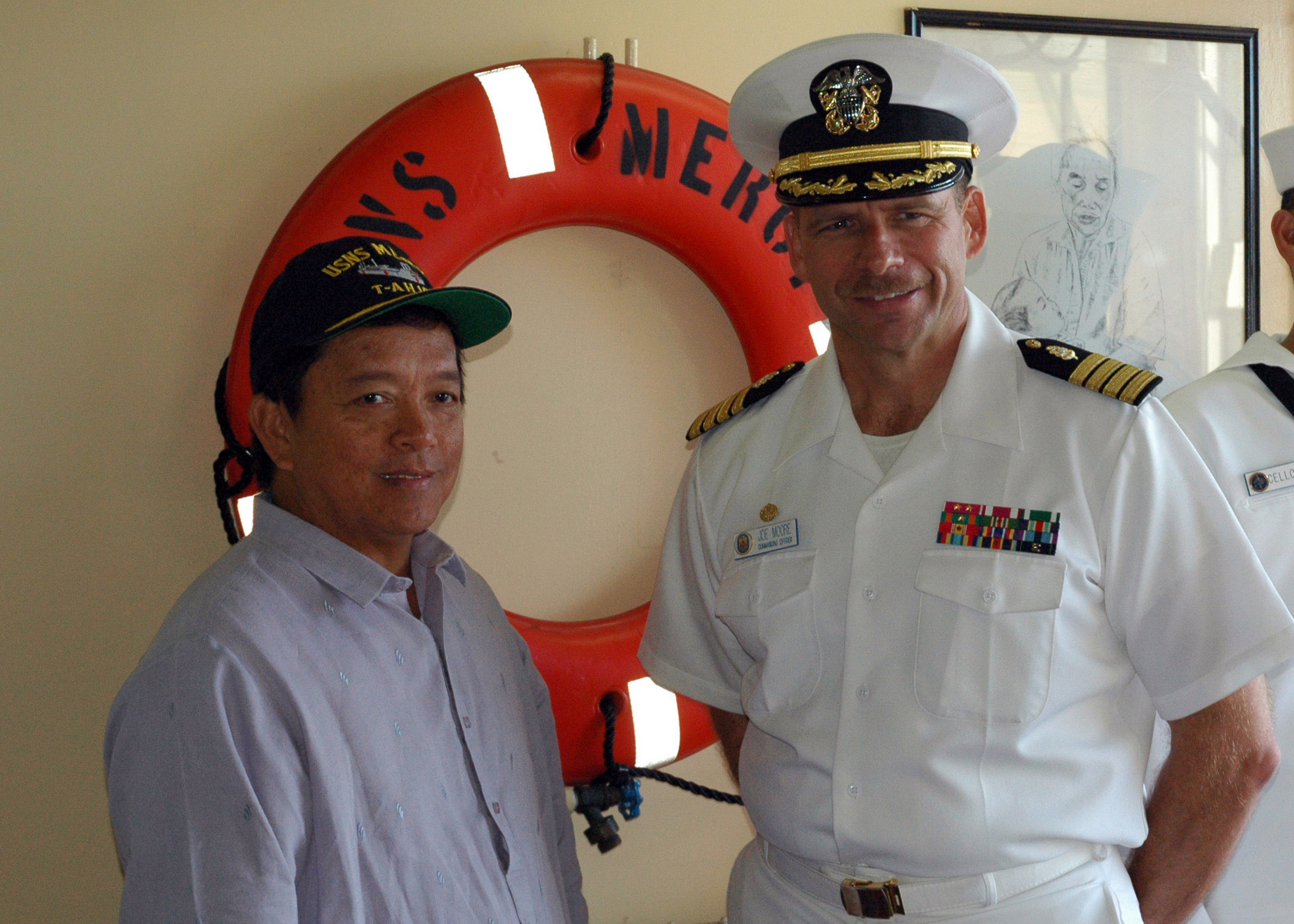
Abadilla (links) auf einem Schiff der US Navy

Ariel Y. Abadilla ist ein philippinischer Diplomat und war von 2009 bis 2012 Botschafter in Irland.
Abadilla wurde 2009 der erste in Irland residierende Botschafter der Republik der Philippinen. Zuvor war er philippinischer Generalkonsul auf Hawaii. Anfang 2012 ging Abadilla nach 44 Jahren im diplomatischen Dienst in den Ruhestand. Nach der Schließung der philippinischen Botschaft in Dublin Mitte 2012 wird Irland von dem philippinischen Botschafter im Vereinigten Königreich diplomatisch betreut.